# Metalanceola chevreuxi
Metalanceola chevreuxi is een vlokreeftensoort uit de familie van de Lanceolidae. De wetenschappelijke naam van de soort is voor het eerst geldig gepubliceerd in 1931 door Pirlot.